# 狭管马先蒿
狭管马先蒿（学名：Pedicularis tenuituba）为列当科马先蒿属的植物，是中国的特有植物。分布于中国大陆的四川等地，生长于海拔3,080米的地区，多生长于高山草地中，目前尚未由人工引种栽培。